# Stimmhafter lateraler palataler Approximant
Der stimmhafte laterale palatale Approximant (ein stimmhafter, lateraler, am harten Gaumen gebildeter Approximant) hat in verschiedenen Sprachen folgende lautliche und orthographische Realisierungen:
- Spanisch [⁠ʎ⁠]: Entspricht dem Digraphen ll sowie silbenauslautendem l vor einem palatalen Konsonanten. In vielen Varietäten mit [⁠ʝ⁠] zusammengefallen (siehe dazu Yeísmo).
  - Beispiel: lluvia [ˈʎuβja]
- Italienisch [⁠ʎ, ʎː⁠]: gl.
  - Beispiel gli [ʎi], aglio [ˈaʎːo]
- Portugiesisch [⁠ʎ⁠] lh
  - Beispiel: bacalhau [bɐkɐʎaw]
- Russisch, Bulgarisch und andere slawische Sprachen: „weiches L“, mit kyrillischer Schrift als ль (л + ь), als Kombination л + palatalisierender Vokal (z. B. ля) bzw. als љ geschrieben.